# Tangua
Tangua è un comune della Colombia facente parte del dipartimento di Nariño.
L'abitato venne fondato da Juan Dorado, Laureano e Alvaro Guerrero nel 1840, mentre l'istituzione del comune è del 1864, separandolo dal comune di Yacuanquer.